# Камера на Уилсън
Камера на Уилсън или мъглинна камера (на английски: Wilson chamber, cloud chamber), е детектор на елементарни частици използван за регистрация на йонизираща радиация. Създадена е от Чарлс Уилсън, шотландски физик, носител на Нобелова награда за физика за 1927 г.
В най-проста форма камерата представлява херметически затворен съд, пълен със свръхнаситени пари на вода или алкохол. При преминаването на заредена частица (например алфа частица) през камерата, настъпва йонизация. Получените йони играят ролята на ядра на кондензация, около които се образуват капчици (подобно на инверсионните следи след самолетите). Тъй като алфа и бета частиците са с висока енергия, йонизацията по пътя им протича с висока ефективност и се образува видима следа (трек, на английски: track). В случая на алфа частици следата е по-широка и по-къса, докато при бета частиците е по-тънка и по-дълга поради различния характер на стълкновенията. Ако върху камерата се приложи хомогенно магнитно поле, заредените частици изкривяват траекторията си съответно на заряда си според силата на Лоренц.
Камерите на Уилсън играят значителна роля в експериментите по физика на елементарните частици от 1920-те до към 1950-те, когато бива изобретена мехурчестата камера. По-специално, с такъв детектор са открити позитронът през 1932 (за което е присъдена Нобелова награда за физика през 1936) и каонът през 1953 г.
|  | Тази страница частично или изцяло представлява превод на страницата Cloud chamber в Уикипедия на английски. Оригиналният текст, както и този превод, са защитени от Лиценза „Криейтив Комънс – Признание – Споделяне на споделеното“, а за съдържание, създадено преди юни 2009 година – от Лиценза за свободна документация на ГНУ. Прегледайте историята на редакциите на оригиналната страница, както и на преводната страница, за да видите списъка на съавторите. ВАЖНО: Този шаблон се отнася единствено до авторските права върху съдържанието на статията. Добавянето му не отменя изискването да се посочват конкретни източници на твърденията, които да бъдат благонадеждни. |